# Kevin Ford (astronauta)
Kevin Anthony Ford (Portland, 7 de julho de 1960) é um astronauta norte-americano. Engenheiro aeroespacial e coronel da Força Aérea dos Estados Unidos, testou e pilotou diversas aeronaves de combate como os caças F-15 e F-16 na Alemanha e na Islândia, e cursou a Escola de Piloto de Teste da Força Aérea dos Estados Unidos, na Base Aérea Edwards, na Califórnia. Possui um total de 3500 horas de voo e certificado de piloto de aviões e helicópteros.

## NASA
Em julho de 2000, Ford foi selecionado para o curso de astronautas da NASA, qualificando-se como piloto do ônibus espacial em 2002, passando a exercer funções em terra, junto ao departamento de astronautas e trabalhando no desenvolvimento e modernização da cabine da nave espacial. Entre 2004 e 2005, morou na Rússia, onde assumiu a função de diretor de operações da NASA no Centro de Treinamento de Cosmonautas Yuri Gagarin, na Cidade das Estrelas.
Ford foi ao espaço em 29 de agosto de 2009 como piloto da missão STS-128 da nave Discovery. Após este voo, em que passou treze dias em órbita, ele passou a treinar como CAPCOM de estações espaciais no Centro de Controle de Missão da NASA, em Houston, Texas.
Em 23 de outubro de 2012 ele partiu em sua segunda missão espacial, na nave russa Soyuz TMA-06M, para integrar a tripulação da Expedição 33 na ISS. Em 18 de novembro ele assumiu o comando da Expedição 34 na estação. Retornou à Terra com a tripulação da Soyuz, em 16 de março de 2013, após 143 dias no espaço.